# Pionniers de Touraine 2003
Questa voce raccoglie le informazioni riguardanti i Pionniers de Touraine nelle competizioni ufficiali della stagione 2003.

## Conference Ouest 2003

### Stagione regolare
| Rouen 11 maggio 2003 1ª giornata | Pionniers de Touraine | 0 – 40 | Caïmans72 du Mans |  |

| Rouen 11 maggio 2003 1ª giornata | Léopards de Rouen | 30 – 0 | Pionniers de Touraine |  |

| Le Mans 25 maggio 2003 2ª giornata | Caïmans72 du Mans | 30 – 0 | Pionniers de Touraine |  |

### Playoff
| Nantes 15 giugno 2003 Wild Card | Pionniers de Touraine | 0 – 36 | Yankees Angers | Stade Michel Lecointre Beaulieu |

| Nantes 15 giugno 2003 Finale 5º - 6º posto | Phénix de Limoges | 32 – 0 | Pionniers de Touraine | Stade Michel Lecointre Beaulieu |

## Statistiche di squadra
| Competizione      | %Vittorie | In casa | In casa | In casa | In casa | In casa | In casa | In trasferta | In trasferta | In trasferta | In trasferta | In trasferta | In trasferta | Totale | Totale | Totale | Totale | Totale | Totale |
| Competizione      | %Vittorie | G       | V       | N       | P       | Pf      | Ps      | G            | V            | N            | P            | Pf           | Ps           | G      | V      | N      | P      | Pf     | Ps     |
| ----------------- | --------- | ------- | ------- | ------- | ------- | ------- | ------- | ------------ | ------------ | ------------ | ------------ | ------------ | ------------ | ------ | ------ | ------ | ------ | ------ | ------ |
| Stagione regolare | .000      | 1       | 0       | 0       | 1       | 0       | 40      | 2            | 0            | 0            | 2            | 0            | 60           | 3      | 0      | 0      | 3      | 0      | 100    |
| Playoff           | .000      | 1       | 0       | 0       | 1       | 0       | 36      | 1            | 0            | 0            | 1            | 0            | 32           | 2      | 0      | 0      | 2      | 0      | 68     |
| Totale            | .000      | 2       | 0       | 0       | 2       | 0       | 46      | 0            | 0            | 0            | 0            | 0            | 0            | 5      | 0      | 0      | 5      | 0      | 168    |